# Brasil nos Jogos Olímpicos de Inverno de 1994
O Brasil participou dos Jogos Olímpicos de Inverno de 1994 em Lillehammer, na Noruega. Esta foi a segunda vez que o Brasil competiu numa Olimpíada de Inverno, após a estreia, dois anos antes nos Jogos de Albertville, na França. Lothar Christian Munder, que havia feito parte da delegação daquelas Olimpíadas, foi o único atleta enviado pelo Brasil a Lillehammer. Em sua única prova, a descida livre (ou downhill) do esqui alpino, ele ficou em 50º lugar, o último dentre os que concluíram a prova.

## Antecedentes
O Comitê Olímpico Brasileiro foi reconhecido pelo Comitê Olímpico Internacional (COI) em 1º de janeiro de 1935, 21 anos após sua criação. O Brasil participou pela primeira vez nas competições olímpicas nos Jogos de Verão de 1900 e fez sua primeira aparição nos Jogos Olímpicos de Inverno na edição de 1992. Portanto, os Jogos Olímpicos de Inverno de 1994 foram sua segunda aparição nos Jogos de Inverno. Os Jogos Olímpicos de Inverno de 1994 foram realizados de 12 a 27 de fevereiro de 1994; um total de 1 737 atletas representando 67 Comitês Olímpicos Nacionais participaram. Esses Jogos de 1994 foram os únicos Jogos Olímpicos de Inverno a serem realizados dois anos após os Jogos Olímpicos anteriores, pois o COI desejava uma programação em que os Jogos Olímpicos de Verão e de Inverno não mais fossem realizados no mesmo ano. Lothar Christian Munder foi o único atleta enviado pelo Brasil para Lillehammer. Ele também foi escolhido como o porta-bandeira do país para a cerimônia de abertura.

## Desempenho

### Esqui alpino
Lothar Christian Munder tinha 31 anos na época das Olimpíadas de Lillehammer e fazia sua segunda aparição olímpica, após as Olimpíadas de Inverno de 1992. Em 13 de fevereiro, ele participou da prova de descida livre (ou downhill) masculina. Concluiu a corrida no tempo de 1 minuto e 56,48 segundos, o que o colocou em 50º e último lugar entre os classificados. A medalha de ouro foi conquistada por Tommy Moe, dos Estados Unidos, com o tempo de 1 minuto e 45,75 segundos, a prata ficou com o norueguês Kjetil André Aamodt que fez um tempo apenas quatro centésimos de segundo maior que o de Moe; e o bronze foi conquistado pelo canadense Ed Podivinsky.
| Atleta                  | Evento             | Final   | Final |
| Atleta                  | Evento             | Tempo   | Pos.  |
| ----------------------- | ------------------ | ------- | ----- |
| Lothar Christian Munder | downhill masculino | 1:56.48 | 50º   |